# Crô em Família
Crô em Família é um filme de comédia brasileiro de 2018 sobre o personagem Crodoaldo "Crô" Valério da telenovela Fina Estampa, uma continuação de Crô: O Filme. O filme é dirigido por Cininha de Paula e escrito pelo criador do personagem, Aguinaldo Silva com colaboração de Virgílio Silva, Antonio Guerrieri, Sergio Virgilio, Bruno Aires e Leandro Soares.

## Sinopse
Já famoso, bombado, e dono da própria escola de etiqueta e finess Crô (Marcelo Serrado) se vê, no entanto, sozinho e sem família. Carente e vulnerável, acaba ficando à mercê de supostos parentes, Orlando (Tonico Pereira), Marinalva (Arlete Salles), Luane (Karina Marthin) e Nando (João Baldasserini), cujas intenções não parecem ser das melhores. Ao lado da governanta Almerinda  (Rosi Campos) e das inseparáveis Geni (Jefferson Schroeder) e Magda (Mary Sheila), Crô embarcará numa aventura repleta de pinta para descobrir a sua verdadeira família. Além disso, ainda tem de lidar com a perseguição da pérfida colunista Carlota Valdez (Monique Alfradique), que contrata uma informante, Jurema (Fabiana Karla) ativa aluna emergente, para espiona-ló.

## Elenco
- Marcelo Serrado como Crodoaldo "Crô" Valério
- Arlete Salles como Marinalva Ferreira da Silva
- Tonico Pereira como Orlando Ferreira
- Rosi Campos como Almerinda
- Jefferson Schroeder como Geni
- Fabiana Karla como Jurema das Cocadas
- Mel Maia como Elis "Liz" Ferreira da Silva
- Monique Alfradique como Carlota Valdez
- João Baldasserini como Marinando "Nando" Ferreira
- Karina Marthin como Luane Ferreira da Silva
- Mary Sheila como Magda
- Raphael Viana como Zarolho
- João Bravo como Fábio Júnior Ferreira da Silva

participações especiais
- Luis Miranda como Dorothy Benson
- Marcus Majella como Ferdinando
- Marcos Caruso como Peru
- Niana Machado como Babá Dellacova
- Liège Monteiro como Vanusa Pacheco
- Luiz Fernando Coutinho como Pacheco
- Selma Lopes como velhinha
- Rodrigo Fagundes como jornalista
- Julio Braga como juiz
- Pablo Sanábio como policial 1
- Breno De Filippo como policial 2
- Ataíde Arcoverde como Ataíde, pai do Zarolho
- Jojo Todynho como ela mesma
- Pabllo Vittar como ela mesmo
- Preta Gil como ela mesma
- Gominho como ele mesmo
- David Brazil como ele mesmo
- Isabelita dos Patins como ela mesma
- Gigante Léo como ele mesmo
- Carol Sampaio como ela mesma